# Anna al collo
Anna al collo (Анна на шее) è un film del 1954, diretto da Isidor Annenskij, con Aleksandr Vertinskij, basato sul racconto omonimo di Anton Čechov. 

## Trama
Russia, XIX secolo. La diciottenne Anna si risolve a sposare, senza amore, il ricco 52enne Modest Alekseevič, allo scopo di salvare la propria famiglia, consistente nel padre Piotr Leontevič e da due fratellini, dal pignoramento. Modest tuttavia si dimostra assolutamente avaro, interessato solo all'avanzamento sociale che la propria giovane e bella sposa può procurargli. Egli dà del denaro ad Anna solo perché si procuri un vestito adatto al gran ballo che il principe, superiore di Modest nella gerarchia statale, ha indetto. E al ballo Anna suscita l'ammirazione di tutti i presenti, finendo coll'essere corteggiata addirittura dal principe.
Modest ottiene alla fine ciò in cui sperava: il principe lo insignisce della medaglia dell'Ordine di Sant'Anna, di modo che egli possa vantare un'Anna anche sull'onorificenza che porta attorno al collo, oltre che una moglie dal medesimo nome. Anna intanto si gode la vita fra ricevimenti, inviti ed avvenimenti mondani dell'alta società. Tutti i beni di Piotr Leontevič (padre di Anna) vengono pignorati.

## Riconoscimenti
Il film ha ricevuto, piuttosto sorprendentemente dato il soggetto, l'"Ulivo d'oro" al festival del Cinema dell'Umorismo di Bordighera nel 1957.